# Francisco Desprats
Francisco Desprats (ur. w 1454 w Orihueli, zm. 10 września 1504 w Rzymie) – hiszpański kardynał.

## Życiorys
Urodził się w 1454 roku w Orihueli. Studiował na Uniwersytecie w Lleidzie, gdzie uzyskał doktorat utroque iure. Po studiach został kanonikiem kapituły w Orihueali i protonotariuszem apostolskim. W 1492 roku został pierwszym nuncjuszem przed Izabelą Kastylijską i Ferdynandem Aragońskim. 14 lutego 1498 roku został wybrany biskupem Katanii. Dwa lata później został przeniesiony: najpierw do diecezji Astorga, a potem do diecezji León. 31 maja 1503 roku został kreowany kardynałem prezbiterem i otrzymał kościół tytularny Santi Sergio e Bacco. Zmarł 10 września 1504 w Rzymie.